# Vanesa Amorós Quiles
Vanesa Amorós Quiles (Elx, 7 de desembre de 1982) és una exjugadora d'handbol valenciana, guanyadora d'una medalla olímpica.
Va participar, als 21 anys, en els Jocs Olímpics d'Estiu de 2004 realitzats a Atenes (Grècia), on amb la selecció espanyola femenina d'handbol va aconseguir finalitzar en sisena posició, guanyant així un diploma olímpic. En els Jocs Olímpics d'Estiu de 2012 celebrats a Londres (Regne Unit), va guanyar la medalla de bronze en derrotar en el partit pel tercer lloc la selecció de Corea del Sud. Al llarg de la seva carrera ha aconseguit una medalla de bronze al Campionat del Món d'handbol.